# Wereldbeker schaatsen 2013/2014 - Wereldbeker 3
De Wereldbeker schaatsen 2013/2014 Wereldbeker 3 was de derde wedstrijd van het Wereldbekerseizoen die van 29 november tot en met 1 december 2013 plaatsvond op het Sportpaleis Alau in Astana, Kazachstan.
Deze wedstrijd is een van de vier waarop het gros van de startplaatsen voor het schaatsen op de Olympische Winterspelen 2014 wordt verdeeld. Deze wedstrijd was oorspronkelijk aan Heerenveen toebedeeld, maar werd teruggegeven en aan Astana toegewezen. Dit leidde tot ophef onder de Nederlandse schaatsers die hun ongenoegen uitten over de geforceerde extra reis naar het Centraal-Aziatische Kazachstan in hun voorbereiding op de Spelen.
In tegenstelling tot de eerste twee wereldbekerwedstrijden, waarbij meerdere wereldrecords werden verbeterd, werden er in Astana geen officiële wereldrecords neergezet. Wel reed Lee Sang-hwa op de 500 meter met 37,27 een officieus wereldrecord laaglandbaan en tekende Heather Richardson met 1.14,22 op de 1000 meter voor de snelste tijd ooit buiten Noord-Amerika.

## Tijdschema
| Datum                | Tijd  | Onderdeel                                                     |
| -------------------- | ----- | ------------------------------------------------------------- |
| Vrijdag 29 november  | 13:00 | 1e 500 m vrouwen 5000 m vrouwen 1500 m mannen                 |
| Zaterdag 30 november | 12:30 | 2e 500 m vrouwen 1e 500 m mannen 1500 m vrouwen 1000 m mannen |
| Zondag 1 december    | 10:00 | 2e 500 m mannen 1000 m vrouwen 10.000 m mannen                |

## Belgische deelnemers
| Afstand | Geslacht | Deelnemers, A- of B-groep | Deelnemers, A- of B-groep | Deelnemers, A- of B-groep | Deelnemers, A- of B-groep |
| ------- | -------- | ------------------------- | ------------------------- | ------------------------- | ------------------------- |
| 1500m   | Mannen   | Bart Swings               | B                         |                           |                           |
|         |          |                           |                           |                           |                           |
| 10.000m | Mannen   | Bart Swings               | A                         | Ferre Spruyt              | B                         |
| 5000m   | Vrouwen  | Jelena Peeters            | B                         |                           |                           |

De beste Belg per afstand wordt vet gezet

## Nederlandse deelnemers
| Afstand | Geslacht | Deelnemers, A- of B-groep | Deelnemers, A- of B-groep | Deelnemers, A- of B-groep | Deelnemers, A- of B-groep | Deelnemers, A- of B-groep | Deelnemers, A- of B-groep | Deelnemers, A- of B-groep | Deelnemers, A- of B-groep | Deelnemers, A- of B-groep | Deelnemers, A- of B-groep |
| ------- | -------- | ------------------------- | ------------------------- | ------------------------- | ------------------------- | ------------------------- | ------------------------- | ------------------------- | ------------------------- | ------------------------- | ------------------------- |
| 1e 500m | Mannen   | Jesper Hospes             | A                         | Ronald Mulder             | A                         | Michel Mulder             | A                         | Jan Smeekens              | A                         | Stefan Groothuis          | B                         |
| 1e 500m | Vrouwen  | Anice Das                 | A                         | Mayon Kuipers             | A                         | Thijsje Oenema            | A                         | Laurine van Riessen       | A                         | Annette Gerritsen         | B                         |
|         |          |                           |                           |                           |                           |                           |                           |                           |                           |                           |                           |
| 2e 500m | Mannen   | Jesper Hospes             | A                         | Ronald Mulder             | A                         | Michel Mulder             | A                         | Jan Smeekens              | A                         |                           |                           |
| 2e 500m | Vrouwen  | Anice Das                 | A                         | Mayon Kuipers             | A                         | Thijsje Oenema            | A                         | Laurine van Riessen       | A                         | Annette Gerritsen         | B                         |
|         |          |                           |                           |                           |                           |                           |                           |                           |                           |                           |                           |
| 1000m   | Mannen   | Stefan Groothuis          | A                         | Michel Mulder             | A                         | Koen Verweij              | A                         | Sjoerd de Vries           | A                         | Pim Schipper              | B                         |
| 1000m   | Vrouwen  | Manon Kamminga            | A                         | Laurine van Riessen       | A                         | Anice Das                 | B                         | Annette Gerritsen         | B                         | Thijsje Oenema            | B                         |
|         |          |                           |                           |                           |                           |                           |                           |                           |                           |                           |                           |
| 1500m   | Mannen   | Rhian Ket                 | A                         | Koen Verweij              | A                         | Stefan Groothuis          | B                         | Pim Schipper              | B                         | Douwe de Vries            | B                         |
| 1500m   | Vrouwen  | Annouk van der Weijden    | A                         | Carlijn Achtereekte       | B                         | Laurine van Riessen       | B                         |                           |                           |                           |                           |
|         |          |                           |                           |                           |                           |                           |                           |                           |                           |                           |                           |
| 10.000m | Mannen   | Sven Kramer               | A                         | Robert Bovenhuis          | B                         | Arjen van der Kieft       | B                         | Bob de Vries              | B                         | Douwe de Vries            | B                         |
| 5000m   | Vrouwen  | Yvonne Nauta              | A                         | Carlijn Achtereekte       | B                         | Carien Kleibeuker         | B                         | Rixt Meijer               | B                         | Annouk van der Weijden    | B                         |

De beste Nederlander per afstand wordt vet gezet

## Podia

### Mannen
| Wedstrijd | Goud                         | Tijd       | Zilver                  | Tijd     | Brons                     | Tijd     |
| 1e 500 m  | Artjom Koeznetsov Rusland    | 34,85 BR   | Dmitri Lobkov Rusland   | 34,86    | Ronald Mulder Nederland   | 34,87    |
| 2e 500 m  | Keiichiro Nagashima Japan    | 34,69 BR   | Mo Tae-bum Zuid-Korea   | 34,87    | Artjom Koeznetsov Rusland | 34,92    |
| 1000 m    | Shani Davis Verenigde Staten | 1.08,66 BR | Mirko Nenzi Italië      | 1.08,90  | Michel Mulder Nederland   | 1.09,02  |
| 1500 m    | Denis Joeskov Rusland        | 1.45,06 BR | Koen Verweij Nederland  | 1.45,23  | Zbigniew Bródka Polen     | 1.45,78  |
| 10.000 m  | Sven Kramer Nederland        | 13.02,38   | Alexis Contin Frankrijk | 13.14,64 | Patrick Beckert Duitsland | 13.18,73 |

### Vrouwen
| Wedstrijd | Goud                                | Tijd       | Zilver                         | Tijd    | Brons                     | Tijd    |
| 1e 500 m  | Lee Sang-hwa Zuid-Korea             | 37,27 BR   | Jenny Wolf Duitsland           | 37,70   | Nao Kodaira Japan         | 37,72   |
| 2e 500 m  | Lee Sang-hwa Zuid-Korea             | 37,32      | Jenny Wolf Duitsland           | 37,66   | Olga Fatkoelina Rusland   | 37,81   |
| 1000 m    | Heather Richardson Verenigde Staten | 1.14,22 BR | Brittany Bowe Verenigde Staten | 1.14,78 | Olga Fatkoelina Rusland   | 1,15,18 |
| 1500 m    | Brittany Bowe Verenigde Staten      | 1.57,28    | Joelia Skokova Rusland         | 1.57,70 | Brittany Schussler Canada | 1.57,78 |
| 5000 m    | Martina Sáblíková Tsjechië          | 6.59,88 BR | Claudia Pechstein Duitsland    | 7.01,10 | Yvonne Nauta Nederland    | 7.01,64 |